# Llista de monuments de Garriguella
Llista de monuments de Garriguella inclosos en l'Inventari del Patrimoni Arquitectònic Català per al municipi de Garriguella (Alt Empordà). Inclou els inscrits en el Registre de Béns Culturals d'Interès Nacional (BCIN) amb la classificació de monuments històrics i els Béns Culturals d'Interès Local (BCIL) de caràcter arquitectònic.
| Monument                                                                                             | Protecció   | Estil/època                                            | Localització                                                    | Coordenades                                          | Codi?         | Imatge |
| --- | ----------- | ------------------------------------------------------ | --------------------------------------------------------------- | ---------------------------------------------------- | ------------- | --- |
| Torre de Mala Veïna                                                                                  | BCIN 883-MH | Obra popular XIII-XIV                                  | Garriguella Ctra. C-252, km 50, puig de Mala Veïna              | 42° 19′ 51″ N, 3° 02′ 12″ E / 42.330957°N,3.036789°E | RI-51-0005914 | Torre de Mala Veïna (Garriguella) · Vegeu més fotos d'aquest monument · Carregueu una nova foto d'aquest monument                           |
| Can Soler                                                                                            |             | Obra popular XIX Inici                                 | Garriguella Pl. de Baix, 3 (Garriguella Vella)                  | 42° 20′ 36″ N, 3° 03′ 24″ E / 42.343463°N,3.056547°E | IPA-19739     | Can Soler (Garriguella) · Vegeu més fotos d'aquest monument · Carregueu una nova foto d'aquest monument                                     |
| Can Trobat, Cal Xifré                                                                                |             | Obra popular XVII, XVIII Mitjan                        | Garriguella C. Castelló, 5                                      | 42° 20′ 25″ N, 3° 03′ 54″ E / 42.340171°N,3.065035°E | IPA-19740     | Can Trobat (Garriguella) · Vegeu més fotos d'aquest monument · Carregueu una nova foto d'aquest monument                                    |
| Església parroquial de Santa Eulàlia de Noves                                                        | BCIL 1989   | Romànic, barroc XI, XVIII, XIX                         | Garriguella Pl. de l'Església, 7                                | 42° 20′ 32″ N, 3° 03′ 53″ E / 42.342293°N,3.064856°E | IPA-19742     | Església parroquial de Santa Eulàlia de Noves (Garriguella) · Vegeu més fotos d'aquest monument · Carregueu una nova foto d'aquest monument |
| Can Sastret                                                                                          |             | Obra popular XX                                        | Garriguella C. Santa Eulàlia, 1 - pl. de l'Església             | 42° 20′ 33″ N, 3° 03′ 52″ E / 42.342531°N,3.064552°E | IPA-19745     | Can Sastret (Garriguella) · Vegeu més fotos d'aquest monument · Carregueu una nova foto d'aquest monument                                   |
| Can Terol                                                                                            | BCIL 1989   | Eclecticisme, darreres tendències XX Mitjan, XIX Final | Garriguella Pl. de l'Església, 8                                | 42° 20′ 31″ N, 3° 03′ 52″ E / 42.342000°N,3.064582°E | IPA-19746     | Can Terol (Garriguella) · Vegeu més fotos d'aquest monument · Carregueu una nova foto d'aquest monument                                     |
| Can Roqueta                                                                                          |             | Eclecticisme, obra popular XIX Final                   | Garriguella C. Figueres, 3 - c. de la Torre (Garriguella Vella) | 42° 20′ 34″ N, 3° 03′ 21″ E / 42.342653°N,3.055708°E | IPA-19747     | Can Roqueta (Garriguella) · Vegeu més fotos d'aquest monument · Carregueu una nova foto d'aquest monument                                   |
| Can Plaià                                                                                            |             | Eclecticisme XX Inici                                  | Garriguella C. Gran, 11                                         | 42° 20′ 35″ N, 3° 03′ 54″ E / 42.343193°N,3.064996°E | IPA-19748     | Can Plaià (Garriguella) · Vegeu més fotos d'aquest monument · Carregueu una nova foto d'aquest monument                                     |
| Can Roig                                                                                             |             | Obra popular XIX Final                                 | Garriguella Pl. de Noves, 10                                    | 42° 20′ 39″ N, 3° 03′ 51″ E / 42.344193°N,3.064111°E | IPA-19749     | Can Roig (Garriguella) · Vegeu més fotos d'aquest monument · Carregueu una nova foto d'aquest monument                                      |
| Ca l'Hurtós                                                                                          |             | Obra popular XVII, XVIII                               | Garriguella C. Principal, 16 (Garriguella Vella)                | 42° 20′ 34″ N, 3° 03′ 19″ E / 42.342874°N,3.055241°E | IPA-19750     | Ca l'Hurtós (Garriguella) · Vegeu més fotos d'aquest monument · Carregueu una nova foto d'aquest monument                                   |
| Can Torres                                                                                           |             | Gòtic, obra popular XVIII, XV                          | Garriguella C. Principal, 9 (Garriguella Vella)                 | 42° 20′ 35″ N, 3° 03′ 21″ E / 42.343063°N,3.055879°E | IPA-19751     | Can Torres (Garriguella) · Vegeu més fotos d'aquest monument · Carregueu una nova foto d'aquest monument                                    |
| Can Panseta                                                                                          |             | Obra popular XVII                                      | Garriguella C. Principal, 14 (Garriguella Vella)                | 42° 20′ 35″ N, 3° 03′ 20″ E / 42.342996°N,3.055423°E | IPA-19752     | Can Panseta (Garriguella) · Vegeu més fotos d'aquest monument · Carregueu una nova foto d'aquest monument                                   |
| Ermita de la Mare de Déu del Camp, Monestir del Camp, Centre de Reproducció de Tortugues de l'Albera | BCIL 1989   | Obra popular XVI, XVII                                 | Garriguella Ctra. de Garriguella a Vilamaniscle                 | 42° 21′ 06″ N, 3° 03′ 58″ E / 42.351798°N,3.066171°E | IPA-19753     | Ermita de la Mare de Déu del Camp (Garriguella) · Vegeu més fotos d'aquest monument · Carregueu una nova foto d'aquest monument             |
| Molí de vent                                                                                         |             | Obra popular XVIII, XIX                                | Garriguella C. Molí de Vent, 1, a 1 km al nord-oest del poble   | 42° 20′ 43″ N, 3° 03′ 30″ E / 42.345349°N,3.058339°E | IPA-19754     | Molí de vent (Garriguella) · Vegeu més fotos d'aquest monument · Carregueu una nova foto d'aquest monument                                  |
| Casamata de Mala Veïna, búnquer de Mala Veïna                                                        |             | Obra popular XX Mitjan                                 | Garriguella Ctra. C-252, km 49, puig de Mala Veïna              | 42° 19′ 51″ N, 3° 02′ 12″ E / 42.330948°N,3.036805°E | IPA-37904     | Casamata de Mala Veïna (Garriguella) · Vegeu més fotos d'aquest monument · Carregueu una nova foto d'aquest monument                        |
| Búnquers de les Torres, casamates de les Torres                                                      |             | Obra popular XX Mitjan                                 | Garriguella Ctra. C-252, km 50, paratge de les Torres           | 42° 20′ 18″ N, 3° 02′ 05″ E / 42.338245°N,3.034720°E | IPA-37905     | Búnquers de les Torres (Garriguella) · Vegeu més fotos d'aquest monument · Carregueu una nova foto d'aquest monument                        |
| Can Teio                                                                                             |             | Obra popular XVIII                                     | Garriguella C. Sant Sebastià, 8 - c. Mollet (Garriguella Vella) | 42° 20′ 38″ N, 3° 03′ 26″ E / 42.343900°N,3.057209°E | IPA-37914     | Can Teio (Garriguella) · Vegeu més fotos d'aquest monument · Carregueu una nova foto d'aquest monument                                      |
| Antiga casa del poble                                                                                |             | Obra popular XIX Inici                                 | Garriguella C. Gran, 2                                          | 42° 20′ 34″ N, 3° 03′ 55″ E / 42.342643°N,3.065378°E | IPA-38146     | Antiga casa del poble (Garriguella) · Vegeu més fotos d'aquest monument · Carregueu una nova foto d'aquest monument                         |
| Capella de Sant Sebastià                                                                             |             | Obra popular XIV, XVI                                  | Garriguella C. Sant Sebastià 8 - c. Mollet (Garriguella Vella)  | 42° 20′ 38″ N, 3° 03′ 25″ E / 42.343895°N,3.057081°E | IPA-38147     | Capella de Sant Sebastià (Garriguella) · Vegeu més fotos d'aquest monument · Carregueu una nova foto d'aquest monument                      |
| Casa al carrer Principal, 5                                                                          |             | Obra popular XVIII                                     | Garriguella C. Principal, 5 (Garriguella Vella)                 | 42° 20′ 36″ N, 3° 03′ 23″ E / 42.343310°N,3.056474°E | IPA-38148     | Casa al carrer Principal, 5 (Garriguella) · Vegeu més fotos d'aquest monument · Carregueu una nova foto d'aquest monument                   |
| Casa al carrer Principal, 6: Can Cremat                                                              |             | Obra popular XVIII                                     | Garriguella C. Principal, 6 (Garriguella Vella)                 | 42° 20′ 36″ N, 3° 03′ 22″ E / 42.343288°N,3.056182°E | IPA-38149     | Can Cremat (Garriguella) · Vegeu més fotos d'aquest monument · Carregueu una nova foto d'aquest monument                                    |
| Casa al carrer Principal, 7                                                                          |             | Obra popular XVIII                                     | Garriguella C. Principal, 7 (Garriguella Vella)                 | 42° 20′ 36″ N, 3° 03′ 23″ E / 42.343225°N,3.056292°E | IPA-38150     | Casa al carrer Principal, 7 (Garriguella) · Vegeu més fotos d'aquest monument · Carregueu una nova foto d'aquest monument                   |
| Casa al carrer Gran, 32, Cafè Colom                                                                  |             | Obra popular XVIII                                     | Garriguella C. Gran, 32                                         | 42° 20′ 38″ N, 3° 03′ 54″ E / 42.343968°N,3.064882°E | IPA-38151     | Casa al carrer Gran, 32 (Garriguella) · Vegeu més fotos d'aquest monument · Carregueu una nova foto d'aquest monument                       |
| Casa a la plaça de l'Església, 1                                                                     |             | Obra popular XIX, XX                                   | Garriguella Pl. de l'Església, 1                                | 42° 20′ 32″ N, 3° 03′ 50″ E / 42.342149°N,3.063987°E | IPA-38152     | Casa a la plaça de l'Església, 1 (Garriguella) · Vegeu més fotos d'aquest monument · Carregueu una nova foto d'aquest monument              |
| Casa al carrer Principal, 4                                                                          |             | Obra popular XVIII                                     | Garriguella C. Principal, 4 (Garriguella Vella)                 | 42° 20′ 36″ N, 3° 03′ 23″ E / 42.343373°N,3.056334°E | IPA-38173     | Casa al carrer Principal, 4 (Garriguella) · Vegeu més fotos d'aquest monument · Carregueu una nova foto d'aquest monument                   |
| Societat Agrícola Transformadora, SAT Mare de Déu del Camp                                           |             | Obra popular XIX Final, XVIII                          | Garriguella Pl. de Noves, 4                                     | 42° 20′ 41″ N, 3° 03′ 52″ E / 42.344648°N,3.064500°E | IPA-38846     | Societat Agrícola Transformadora (Garriguella) · Vegeu més fotos d'aquest monument · Carregueu una nova foto d'aquest monument              |
| Casa al carrer Sant Ferran, 9                                                                        |             | Obra popular XVIII                                     | Garriguella C. Sant Ferran, 9                                   | 42° 20′ 41″ N, 3° 03′ 54″ E / 42.344747°N,3.065101°E | IPA-38847     | Casa al carrer Sant Ferran, 9 (Garriguella) · Vegeu més fotos d'aquest monument · Carregueu una nova foto d'aquest monument                 |
| Edifici al carrer Gran, 7                                                                            | BCIL 1989   | XX                                                     | Garriguella C. Gran, 7                                          | 42° 20′ 35″ N, 3° 03′ 54″ E / 42.34309°N,3.06511°E   | IPA-49331     | Carregueu una nova foto d'aquest monument                                                                                                   |